# Inge Lagemann
Inge Lagemann (* 5. Februar 1944 in Schwerte; † 27. Mai 2014) war eine deutsche Politikerin und ehemalige Landtagsabgeordnete (SPD).

## Leben und Beruf
Nach dem Schulbesuch mit dem Abschluss Abitur studierte Lagemann an der Pädagogischen Hochschule Dortmund von 1963 bis 1966. Das Erste Staatsexamen legte sie 1966 und das Zweite 1970 ab. Anschließend war sie als Lehrerin tätig.
Mitglied der SPD war Lagemann seit 1965. Sie war in zahlreichen Gremien der SPD vertreten.
Dem Stadtrat der Stadt Schwerte gehörte sie von 1975 bis 1995 an.

## Landtagsabgeordnete
Vom 1. Juni 1995 bis zum 2. Juni 2005 war Lagemann Mitglied des Landtags des Landes Nordrhein-Westfalen. Sie wurde jeweils im Wahlkreis 136 bzw. 135 Unna I direkt gewählt.